# Mwanza

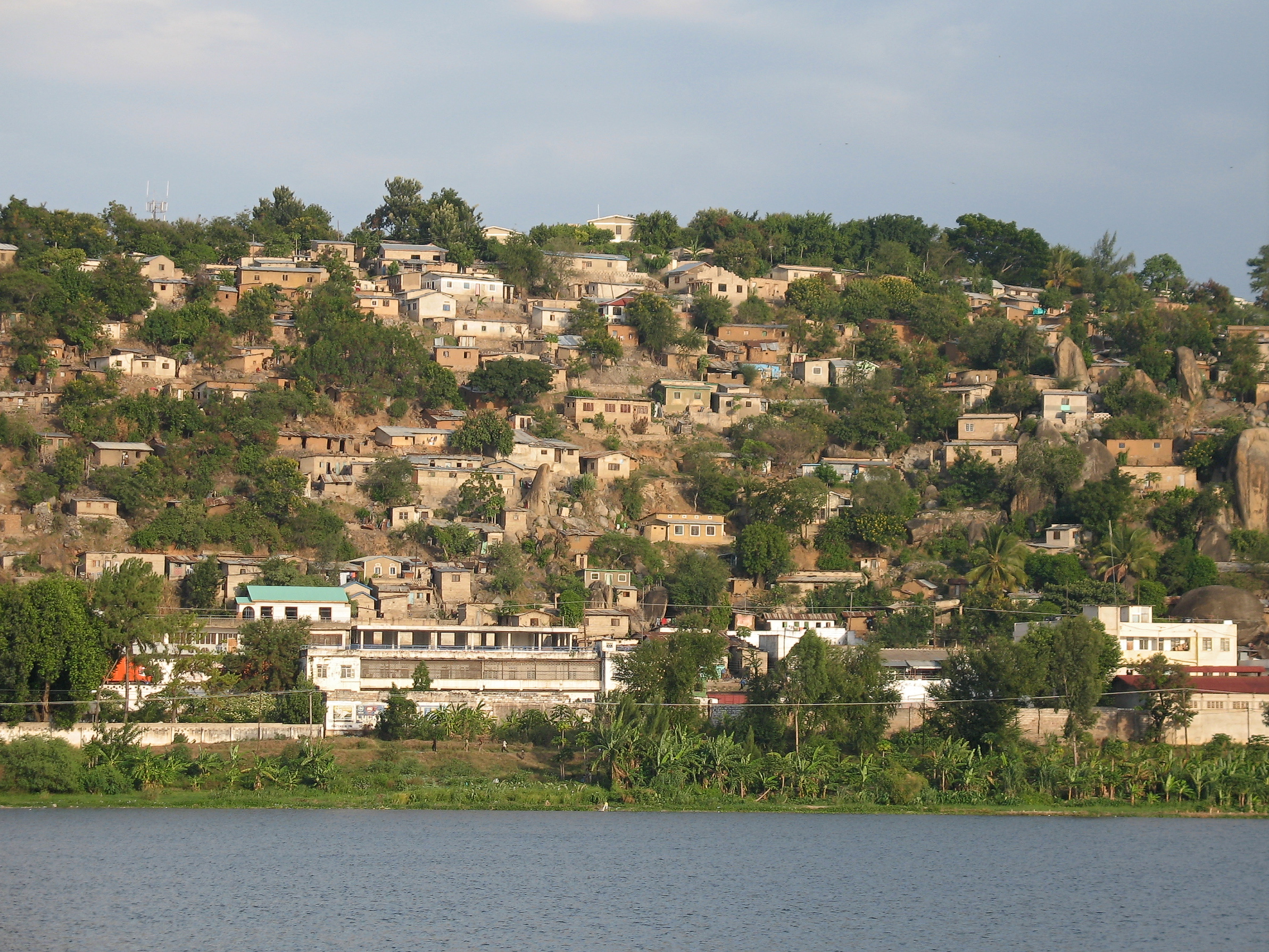
Staden Mwanza vid Victoriasjön.

Mwanza är en av Tanzanias största städer, och är belägen vid i den norra delen av landet, vid Victoriasjöns södra strand. Staden ligger 1 140 meter över havet och är administrativ huvudort för regionen Mwanza. Mwanza har järnvägsförbindelse med Dar es-Salaam och Dodoma. Staden är ett viktigt centrum för handeln med Kenya och Uganda. 

## Stad och storstadsområde
Staden Mwanza är ett av regionens åtta distrikt, Nyamagana, och är vidare indelad i tio shehia. Distriktet hade 209 806 invånare vid folkräkningen 2002, som beräknas ha ökat till 256 045 invånare år 2009. Ytan är 37,20 km².
Mwanzas sammanhängande storstadsområde sträcker sig utanför distriktets gränser, in i det angränsande distriktet Ilemela. Området omfattar ytterligare tre hela shehia samt delar av två, och hade totalt 385 810 invånare år 2002. Vid folkräkningen 2012 hade folkmängden vuxit till drygt 700 000 invånare.
Ytan täcker lite över 100 km² och inkluderar orterna Butimba, Igoma, Ilemela, Nyakato (Mwanzaregionens näst största ort) och Pasiansi. 